# アルグス As 014
アルグス As 014 (RLMでは109-014 としても知られる)は第二次世界大戦におけるドイツのV1飛行爆弾で使用された世界初の量産されたパルスジェットエンジンでもある。

## 歴史
アルグスAs 014の原型はミュンヘンの発明家であるPaul Schmidtが新しい設計のパルスジェットエンジンの開発を始めた事に遡る。Schmidtは1931年に彼の設計の特許を取得して1933年にドイツ航空省の支援を受けた。
1934年、Georg Madelung教授により、Schmidtは彼のパルスジェットを軍用の"飛行爆弾"の動力とする提案を受け、開発契約を交わした。1938年、彼はパルスジェットを動力とする無人爆撃機の実演を行ったが航空省は試作機の航続距離と精度に不満があり、製造費用が高すぎるとした。しかしながら、同年、アルグス社はSchmidtのエンジンを使用した飛行爆弾の開発作業を開始した。Schmidtは後に1940年にアルグス社に加わった。
第二次世界大戦末にカ10としてAs 014の製造権が日本に渡され、アメリカ合衆国で調査されフォードPJ31としてリパブリック-フォード JB-2巡航ミサイルとアメリカ空軍のJB-4テレビ誘導爆弾の実験機用の動力として生産された。

## 設計と開発

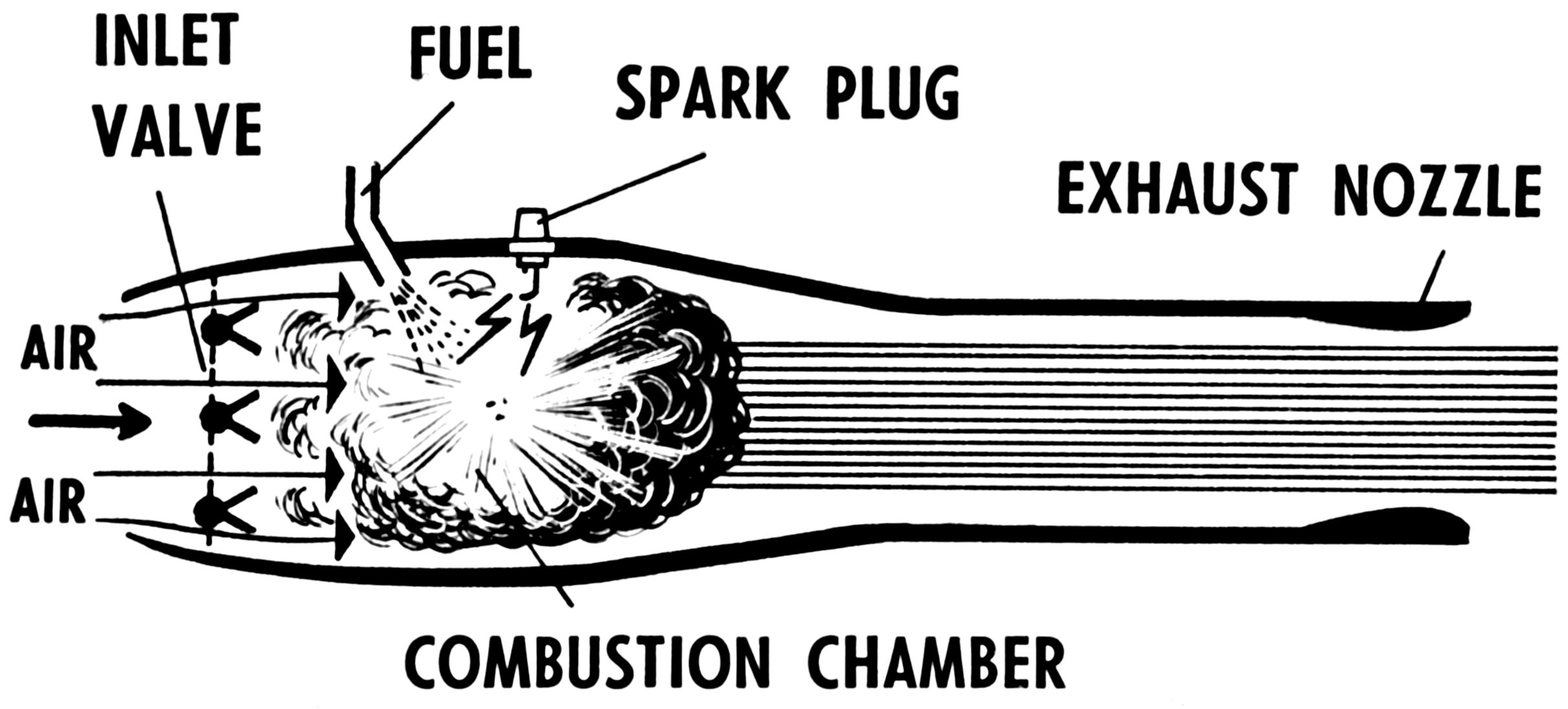
パルスジェットの模式図

この機種は構造が単純で廉価でエンジンは軟鋼を管状に丸めて製造された。エンジン前部はばねによるフラップ-バルブ・グリッド(シャッター)、燃料供給弁と点火装置が備えられていた。低品質のガソリンでも作動し、シャッターシステムは1回限りで約1時間の飛行時間以上の運転は期待されなかった。エンジンはV-1が地上から発射可能だったので幅広く使用された。

### 運転
シャッターシステムから2.5 ft (0.76 m)の位置にガソリンエンジン用の放電式点火栓があり、始動は可搬式始動装置から供給される電力を点火栓に供給する。3個の空気ノズルがパルスジェットの前方にあり、エンジンの始動に使用される外部の高圧空気源に接続される。始動用の燃料にはアセチレンが使用され、点火が完了するまで排気口からの空気の流入を防ぐようにベニヤ板や類似の素材がテールパイプの末端に設置された。

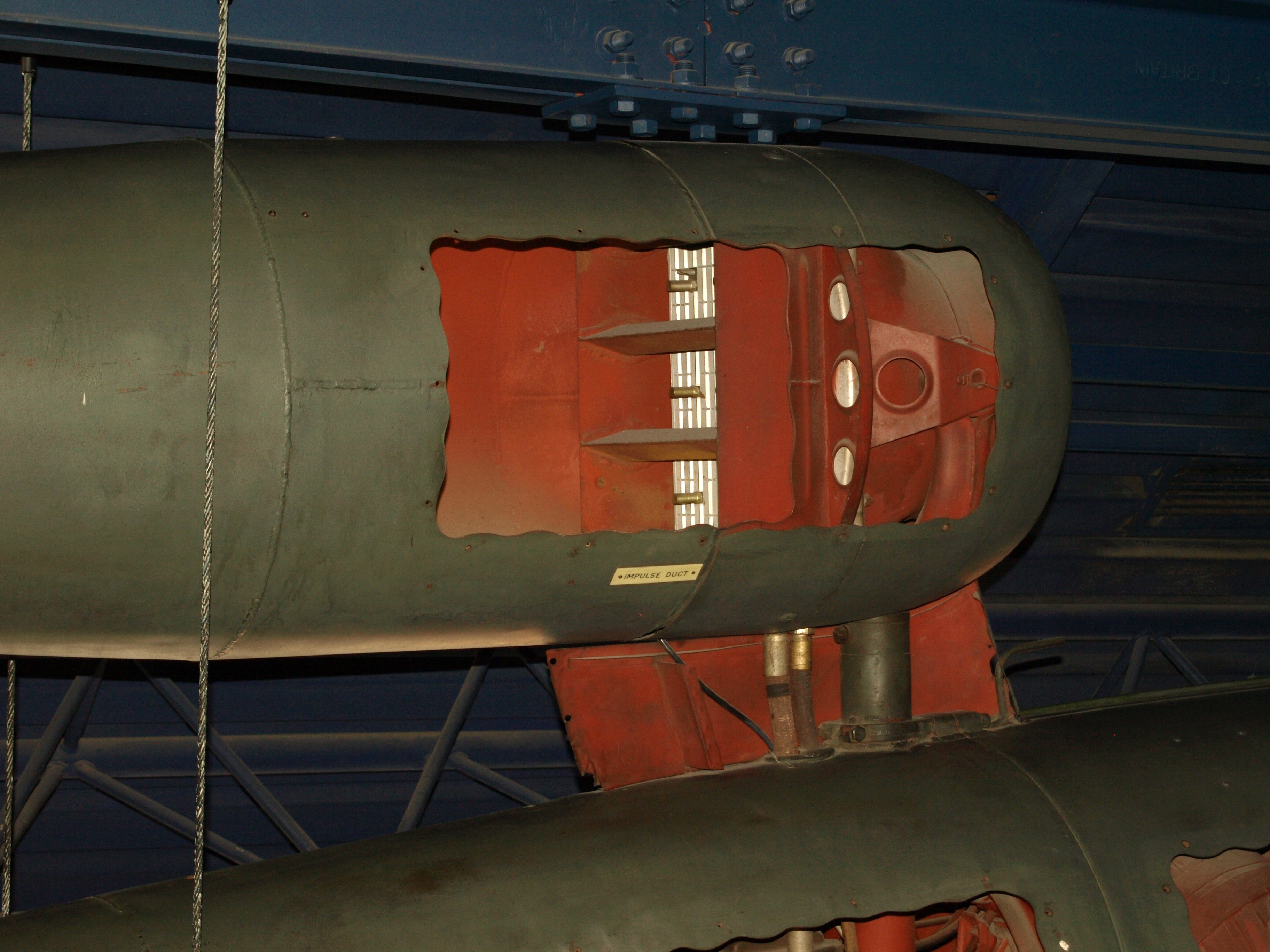
サイエンス・ミュージアムで展示される AS 014 エンジンの一部

一度、エンジンが始動して最低運転温度に達すれば、外部からの空気ホースを外しても、テールパイプで起こる発振によってパルスジェット燃焼を維持する設計である。それぞれのサイクルまたはパルスはシャッターが開くと始まる。燃料はその時に噴射されて点火され、その結果、ガスが膨張して強制的にシャッターが閉じる。燃焼に伴いエンジン内の圧力が放出されるとシャッターが再度開いてサイクルが繰り返され、毎秒およそ45から55回の周期で繰り返される。電気的な点火装置はエンジンの始動時のみに使用され、発射後のV-1は、点火栓のための点火コイルやマグネトーを携行する必要はない。
簡易な構造で低品質のガソリンでも使用でき、良好な推力2.7 kN (660 lbf) —を生じたが、低効率だったのでV-1の射程は150 – 250マイルに制限された。この燃焼行程による共鳴周波数はおよそ45 Hzで、発する断続的な騒音により、V-1は"buzz bomb" または"doodlebug"というあだ名が付けられた。
試作エンジンは[http://tanks45.tripod.com/Jets45/Histories/Go145/Gotha145.htm 空軍の複葉練習機であるGotha Go 145の下に備えられてD-IIWSという分類名称で1941年4月に試験され、そして最初の V-1試作機は1942年12月24日に初飛行した。
As 014と同様に、より高推力のAs 044 パルスジェットエンジンも第二次世界大戦の末期の多様な機体に向けて生産され、累計31,100基が生産された。

## 搭載機
- フィーゼラー Fi 103
- フィーゼラー Fi 103R (Reichenberg)
- ユンカース EF 126
- メッサーシュミット Me 328
- Blohm & Voss P.213

## 戦後
第二次世界大戦後、As 014はアメリカ合衆国により分解調査/複製されFord PJ31としてリパブリック-フォード JB-2とソビエト連邦でChelomey D-3として10Kh (フィーゼラー Fi 103に似ている)で使用された。

## 展示されるエンジン
カリフォルニア州チノの飛行機の殿堂博物館でAs 014が復元された。このエンジンは2010年のショーで実演された。報告によると2005年に原型の弁装置により完全に運転できる状態に復元された。エンジンはトレーラーに乗せた状態で2009年の航空殿堂ショーで運転され、トレーラーと牽引用のトラックを約30 mphの速度で押した。
V-1飛行爆弾はロンドンのサイエンス・ミュージアムでAs 014エンジンの断面が展示され他の博物館ではV-1を完全な状態で展示する。
- ダックスフォード帝国戦争博物館
- コスフォード王立空軍博物館（英語版）
- イギリス空軍博物館

## 仕様諸元 (As 014)

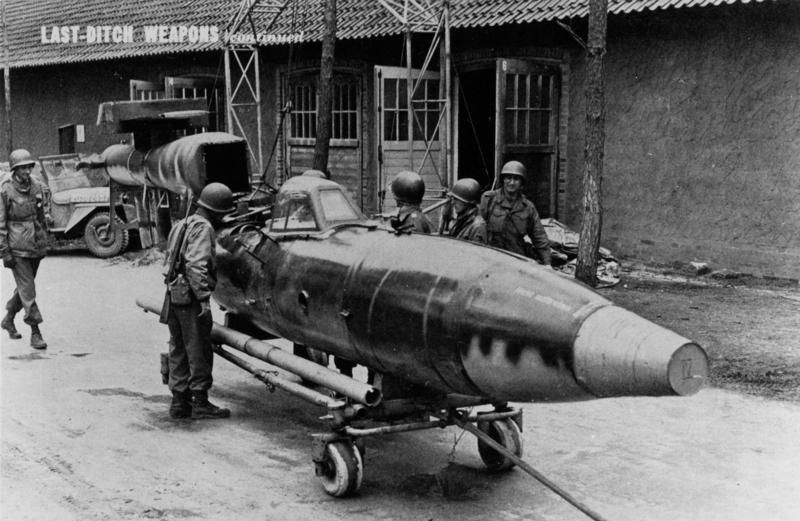
As 014 を搭載した状態の鹵獲された主翼のないFi 103R

一般的特性
- 形式: パルスジェット
- 全長: 3,350 mm (132 in)
- 直径:
- 乾燥重量:

構成要素
- 圧縮機: 無し
- 使用燃料: ガソリン

性能
- 推力: 2.7 kN (660 lbf)
- 出力重量比:

### 文献
- Gunston, Bill. World Encyclopedia of Aero Engines. Cambridge, England. Patrick Stephens Limited, 1989. ISBN 1-85260-163-9
- Jane's Fighting Aircraft of World War II. London. Studio Editions Ltd, 1989. ISBN 0-517-67964-7